# Heilgeiststraße 30 (Stralsund)

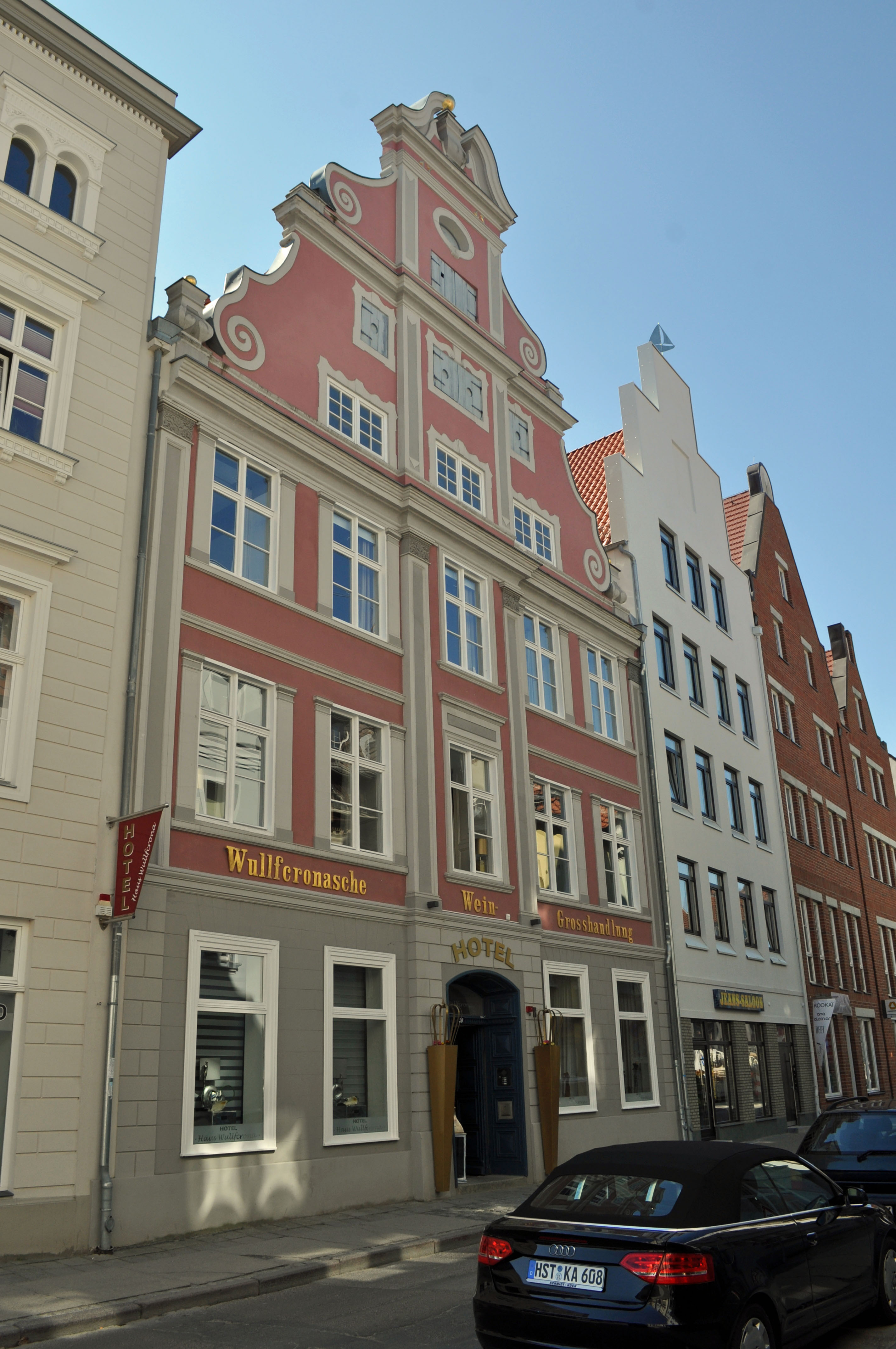
Das Haus Heilgeiststraße 30 in Stralsund (2012)

Das Gebäude mit der postalischen Adresse Heilgeiststraße 30 ist ein denkmalgeschütztes Bauwerk in der Heilgeiststraße in Stralsund.
Der dreigeschossige und vierachsige Putzbau wurde im Jahr 1743 errichtet, wobei ältere Bausubstanz einbezogen wurde.
Die Fassade des Giebelhauses zeigt mittig einen flachen Risalit, der bis zur Giebelspitze geführt ist. Im Erdgeschoss des Risalits ist das Portal aufgenommen. Kolossalpilaster sind seitlich der Fenster in den beiden Obergeschossen ausgeführt. Die anderen Fenster der Obergeschosse sind ebenfalls mit Pilastern eingefasst.
Ein abgestufter Volutengiebel krönt das Gebäude.
Das Haus liegt im Kerngebiet des von der UNESCO als Weltkulturerbe anerkannten Stadtgebietes des Kulturgutes „Historische Altstädte Stralsund und Wismar“. In die Liste der Baudenkmale in Stralsund ist es mit der Nummer 327 eingetragen.